# 阿庇安
亚历山大的阿庇安（古希臘語： Appianòs Alexandreús，95年-165年），古罗马历史学家。代表作为《羅马史》，该书原24卷，约有一半的文字存世。他的风格简洁生动，是后世研究罗马史的主要依据，比如其中有古代历史著作仅有的对斯巴达克个人的详细记述。

## 生平

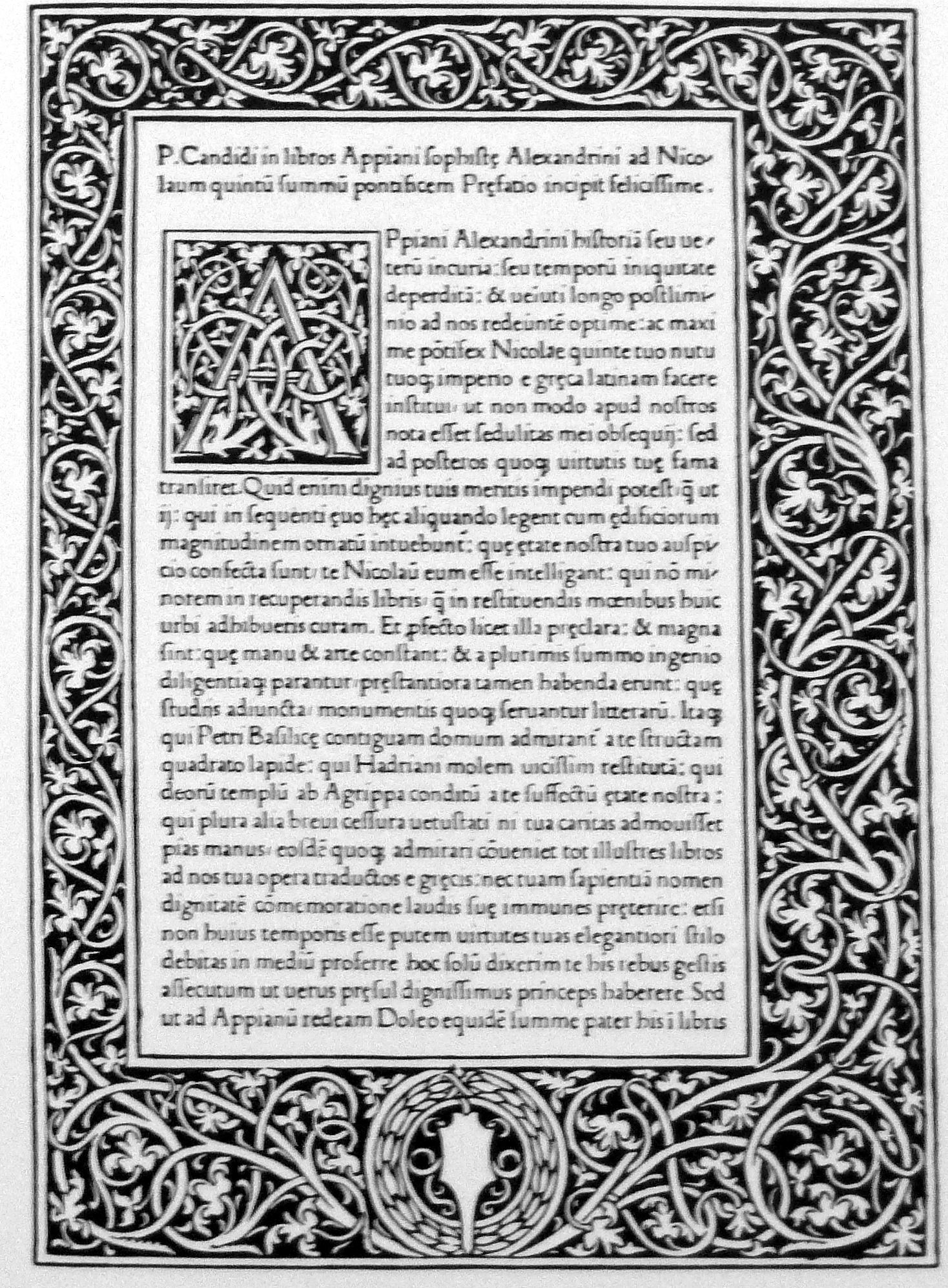
阿庇安《罗马史》（Historia Romana）Erhard Ratdolt于1477年在威尼斯出版

阿庇安曾写过自传，但已佚失，研究者只能从他自己的作品和他与友人马库斯·考尼利乌斯·弗龙托的通信中了解其生平。阿庇安约于公元95年生于亚历山大港。近年所发现他的作品的一个片断说到在埃及，他曾冒险参加了一次对犹太人的战争。这可能就是公元116年图拉真皇帝在埃及镇压犹太人起义所进行的那次战争。约120年时，他离开埃及，前往罗马。他曾当过律师。约147年他在弗龙托的推荐下，被任命为总督。由于总督这个职位只能由骑士阶层的人担任，这让我们知道了阿庇安的家庭背景。
阿庇安在序言的第十四节中所说，他在自己的二十四卷《罗马史》中采用的不是年代顺序，而是按种族顺序，依照罗马人跟其他民族以及他们自己内部所进行的战争，分散在各部分叙述的。今日《罗马史》中的十一卷完整地、或者几乎完整地留传至今，即在西班牙的战争（第6卷）、汉尼拔战争史（第7卷）、布匿战争史（第8卷）、伊利里亚战争（第10卷）、叙利亚战争（第11卷）、米特拉达梯战争史（第12卷）和内战史（第13到17卷），除此外还有一些其它卷的片断存留。现代研究者认为阿庇安的著作风格简洁，不采用优美的词藻，但却生动有力，缺点是在事件细节的描述上不够准确，但这在当时的史学家中是很常见的情况。